# Lafayette Guild

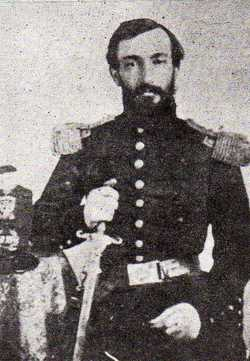
Lafayette Guild

Lafayette „Fayette“ Guild (* 25. November 1825 in Tuscaloosa; † 4. Juli 1870 in San Francisco) war Chirurg in der United States Army, ein bekannter Pionier in der Untersuchung des Gelbfiebers und ein führender medizinischer Administrator in der Confederate States Army während des Sezessionskrieges. Er diente direkt unter General Robert Edward Lee als medizinischer Direktor der Army of Northern Virginia für alle ihrer großen Feldzüge, einschließlich des Gettysburg-Feldzugs und des Überland-Feldzugs.

## Leben

### Frühes Leben und Karriere
Lafayette Guild war das dritte von acht Kindern und das zweite von vier Söhnen von Mary Elizabeth Williams (1802–1885) und Dr. James L. Guild (1799–1884). Seine Mutter war eine Tochter von Agnes Payne (1775–1850) und des Richters Marmaduke Williams. Seine Großmutter Agnes war eine Cousine von Dolley Madison. Sein Großvater Marmaduke war ein früher Siedler in Alabama und unterlegener Kandidat in der ersten Gouverneurswahl in Alabama im Jahr 1819. Er war auch ein langjähriger Treuhänder der University of Alabama. Lafayettes Vater war der Bruder vom Richter Josephus Conn Guild (1802–1883) aus Tennessee.
Guild lebte für kurze Zeit in Texas, kehrte aber zurück nach Alabama um auf das College zugehen. Er absolvierte in der University of Alabama im Jahr 1845 und im Jahr 1848 am Jefferson Medical College in Philadelphia. Am 2. März 1848 wurde er zum Assistenzchirurgen in der Armee ernannt. Er diente in verschiedenen Aufgaben und wurde dann medizinischer Direktor des Armeepostens auf Governors Island im New Yorker Hafen.
Guild untersuchte die Auswirkungen der Quarantänestationen und stellte fest, dass die Isolierung kranker Soldaten und Seeleute der United States Navy nicht die Ausbreitung bestimmter Krankheiten wie Gelbfieber verhinderte. Seiner Meinung nach war die Krankheit nicht nur ansteckend, sondern auch ansteckend und tragbar. Seine Beobachtungen wurden verwendet, um einen Ausbruch von Gelbfieber im Jahr 1856 zu bekämpfen und zu begrenzen.
Im folgenden Jahr wechselte er an die Westküste der Vereinigten Staaten, in das Militärkrankenhaus in der Presidio von San Francisco, wo er stationiert war, als der Bürgerkrieg ausbrach. Laut mehreren Quellen, darunter die US-Volkszählung von 1860, war Guild auch in Fort Humboldt als Chirurg aktiv.

### Bürgerkrieg
Im Juli 1861, immer noch im Rang eines Assistenzchirurgen, wurde Guild aus der Bundesarmee entlassen, nachdem sie sich geweigert hatte, den Treueeid zuschwören. Anschließend reiste er in die Südstaaten und nahm eine Chirurgenkommission in der Confederate States Army in Richmond, Virginia teil. Er wurde Chefchirurg und medizinischer Direktor der Army of Northern Virginia während der Halbinsel-Feldzugs 1862, nachdem Robert Edward Lee, General Joseph E. Johnston ersetzte, das Kommando übernahm und seinen eigenen Führungsstab gründete. Guild blieb in dieser Position, bis die Armee bei Appomattox Court House kapitulierte.
Nach der Schlacht bei Chancellorsville arbeitete Guild direkt mit Dr. Jonathan Letterman, seinem Amtskollegen in der Army of the Potomac, daran, einen Waffenstillstand und ein Verfahren zu arrangieren, damit jede Armee ihre Verwundeten vom umstrittenen Schlachtfeld sammeln kann. Während Lees Rückzug nach der Schlacht von Gettysburg im Juli 1863 überwachte Guild die Evakuierung der Verwundeten der Konföderierten und ihren anschließenden Schutz durch Kavallerie unter Brigadegeneral John D. Imboden.
Guild war oft frustriert über die Unfähigkeit der Regierung der Konföderierten, eine konsistente Quelle für medizinische Versorgung der Armee vor Ort aufrechtzuerhalten. Seine Vorkriegsbeobachtungen über die Ausbreitung infektiöser oder übertragbarer Krankheiten halfen ihm jedoch, eine Reihe von Protokollen zu erstellen, um die Ausbreitung von sexuell übertragbaren Krankheiten wie Syphilis sowie anderen potenziell tödlichen Krankheiten einzudämmen.
Guild diente für einen Großteil des Krieges als Lees persönlicher Arzt und medizinischer Berater. Von der Belagerung von Petersburg an bis zum Ende des Krieges wurde er oft von seiner Frau Martha Aylette Fitts „Pattie“ Guild (1831–1902) begleitet, die nach Virginia zog, um in der Nähe ihres Mannes zu sein.

### Nach dem Krieg
Nach dem Krieg zog Guild nach Mobile, Alabama, und kämpfte gegen Gelbfieber. Er veröffentlichte viele seiner Beobachtungen, die eine Grundlage für zukünftige Forschungen zur Bekämpfung der tödlichen Krankheit bildeten.
Guild starb in San Francisco, Kalifornien und wurde auf dem Evergreen Cemetery in seiner Heimat Tuscaloosa, Alabama, beigesetzt. Seine Frau Pattie starb 1902 und ist neben ihm begraben.
Das Lafayette Guild Chapter der Gorgas Medical Society an der University of Alabama ist zu seinen Ehren benannt.